# Чусовітіна Оксана Олександрівна
Оксана Чусовітіна  (рос. Оксана Александровна Чусовитина; нар. 19 червня 1975) — радянська, узбецька, а потім німецька гімнастка, олімпійська чемпіонка. За своє спортивне довголіття отримала у журналістів прізвисько «бабуся спортивної гімнастики».

## Біографічні дані
Оксана Чусовітіна народилася у Бухарі, виросла у Ташкенті. Вона була молодшою дитиною у сім'ї з чотирма дітьми. Її батько був військовим, росіянин за національністю, мати — осетинка. У сім років вона спробувала записатися до секції кінного спорту, але їй відмовили через вік. У результаті Оксана захопилася спортивною гімнастикою, у якій вона стала знаменита своїм унікальним у цьому виді спорту довголіттям. Вона стала олімпійською чемпіонкою на Барселонській олімпіаді 1992 року, представляючи Об'єднану команду країн СНД разом з Розалією Галієвою, Світланою Богинською, Тетяною Гуцу, Оленою Грудневою та Тетяною Лисенко, а через 16 років на Пекінській олімпіаді вона виборола срібну медаль як представниця Німеччини. В період з 1993 по 2006 рік Оксана представляла на міжнародних змаганнях Узбекистан, потім стала виступати за Німеччину. Вона єдина в історії гімнастка, яка виступала на 8 Олімпіадах. Одна з 5 гімнасток, що повернулись до великого спорту після народження дитини. На Олімпійських іграх 2016 року у Ріо-де-Жанейро у опорному стрибку виборола: у кваліфікації 5 місце, у фіналі 7 місце. Після закінчення Олімпіади 2016 Чусовітіна заявила, що не збирається закінчувати спортивну кар'єру та буде продовжувати тренування, також вона не виключила своєї участі у Олімпіаді 2020 року. Вона взяла участь у своїй восьмій Олімпіаді у віці 46 років, після якої оголосила про завершення спортивної кар'єри. Але вже через два місяці вирішила повернутися в спорт і почала готуватися до Азійських ігор-2022. Повернення вийшло тріумфальним. 4 березня 2022 року гімнастка сенсаційно завоювала золото в опорному стрибку на другому етапі Кубка світу в Досі, випередивши конкуренток удвічі, а то й утричі молодших за неї.
Чусовітіна збиралась позмагатись за право на участь у своїй дев'ятій Олімпіаді у 2024 році, але перед чемпіонатом Азії-2024 отримала травму та не змогла відібратися на свої дев'яті Ігри. Але вона не виключає, що виступить на Іграх-2028 у Лос-Анджелесі, якщо кваліфікується туди.
У березні 2025 року (за 3 місяці до свого 50-річчя) Оксана Чусовітіна здобула чергову перемогу. Вона виграла золоту медаль в опорному стрибку на етапі Кубка світу зі спортивної гімнастики в азербайджанському Баку.

## Родина

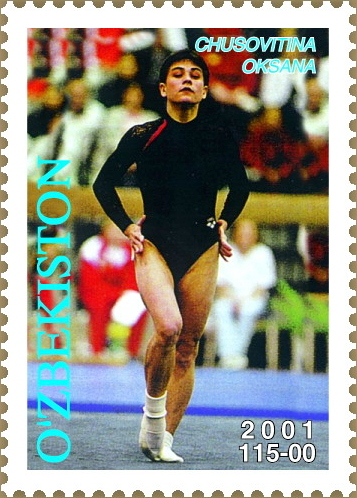
Оксана Чусовітіна на поштовій марці Узбекистану

Будучи в збірній Узбекистану Оксана познайомилася і вийшла заміж за чемпіона Азії з греко-римської боротьби Баходіра Курбанова. У пари народився син Алішер. За чотири місяці після народження сина Оксана повернулася на поміст і продовжила виступати на міжнародних змаганнях за команду Узбекистану. У 2002 році Оксана Чусовітіна та Баходір Курбанов поверталися додому з Азійських ігор, коли дізналися, що у сина несподівано пішла горлом кров, і його забрали до лікарні з підозрою на запалення легенів. Лікарі зробили пункцію та діагностували лейкемію. Щоб дитина вижила, їй необхідно було пройти курс хіміотерапії протягом місяця. В Узбекистані врятувати Алішера було неможливо, сім'ї запропонували пролікувати сина в онкологічному центрі в Кельні. Сума на лікування складала сотні тисяч доларів. На допомогу родині прийшов спортклуб Німеччини, за який Оксана виступала в Бундеслізі. Його господарі виступили гарантами кредиту, завдяки чому вдалося розпочати лікування Алішера. Баходіру довелося залишити спортивну кар'єру заради сина, а Оксана продовжила тренуватися та виступати на турнірах. Згодом Чусовітіна вирішила прийняти громадянство Німеччини щоб, по-перше, лікування сина було безкоштовним, по-друге, віддячити німцям за допомогу їхній родині. У 2008-му у віці 33 роки на своїй п'ятій Олімпіаді Оксана здобула срібну медаль опорному стрибку, що стала для збірної Німеччини першою олімпійською нагородою у спортивній гімнастиці з 1936 року. Після пекінської Олімпіади хвороба Алішера відступила.

## Визнання
У віці 41 року і 56 днів Оксана Чусовітіна стала найстаршою учасницею олімпійських змагань зі спортивної гімнастики та першою в історії чинною спортсменкою, введеною до Міжнародної Зали слави спортивної гімнастики.
Її включено до Книги рекордів Гіннеса як єдину гімнастку у світі, яка вже вісім разів поспіль (1992, 1996, 2000, 2004, 2008, 2012, 2016, 2020) брала участь у літніх Олімпійських іграх.
Чусовітіна є авторкою п'яти гімнастичних елементів, названих на її честь: має по два іменні елементи в опорному стрибку й на брусах та один — у вільних вправах.

## Виступи на Олімпіадах
| Олімпіада           | Дисципліна        | Місце              |
| ------------------- | ----------------- | ------------------ |
| Барселона 1992      | вільні вправи     | 7                  |
| Барселона 1992      | опорний стрибок   | 14T (кваліфікація) |
| Барселона 1992      | різновисокі бруси | 77 (кваліфікація)  |
| Барселона 1992      | колода            | 10 (кваліфікація)  |
| Барселона 1992      | абсолютний залік  | 30 (кваліфікація)  |
| Барселона 1992      | командний залік   | 1                  |
| Атланта 1996        | вільні вправи     | 34T (кваліфікація) |
| Атланта 1996        | опорний стрибок   | 20 (кваліфікація)  |
| Атланта 1996        | різновисокі бруси | 29T (кваліфікація) |
| Атланта 1996        | колода            | 61 (кваліфікація)  |
| Атланта 1996        | абсолютний залік  | 10                 |
| Сідней 2000         | вільні вправи     | 25T (кваліфікація) |
| Сідней 2000         | опорний стрибок   | 24 (кваліфікація)  |
| Сідней 2000         | різновисокі бруси | 79 (кваліфікація)  |
| Сідней 2000         | колода            | 59 (кваліфікація)  |
| Сідней 2000         | абсолютний залік  | 45 (кваліфікація)  |
| Афіни 2004          | опорний стрибок   | 81 (кваліфікація)  |
| Афіни 2004          | абсолютний залік  | 97 (кваліфікація)  |
| Пекін 2008          | вільні вправи     | 30 (кваліфікація)  |
| Пекін 2008          | опорний стрибок   | 2                  |
| Пекін 2008          | різновисокі бруси | 27 (кваліфікація)  |
| Пекін 2008          | колода            | 43 (кваліфікація)  |
| Пекін 2008          | абсолютний залік  | 9                  |
| Пекін 2008          | командний залік   | 12 (кваліфікація)  |
| Лондон 2012         | опорний стрибок   | 5                  |
| Ріо-де-Жанейро 2016 | опорний стрибок   | 7                  |
| Токіо 2020          | опорний стрибок   | 14                 |